# Romaria de Santa Rita de Cássia
A Romaria de Santa Rita de Cássia é uma tradicional manifestação religiosa realizada anualmente na cidade de Santa Rita, no estado da Paraíba, em honra à padroeira homônima. Celebrada desde 1776, a romaria reúne milhares de fiéis que prestam homenagens à santa conhecida como a intercessora das causas impossíveis. Ao longo de sua história, o evento tornou-se um marco da religiosidade popular paraibana, integrando fé, cultura e devoção em celebrações que incluem missas, procissões, novenas e atos de penitência.
Reconhecida por sua grande expressividade, a Romaria de Santa Rita de Cássia é considerada a segunda maior do estado da Paraíba, ficando atrás apenas da Romaria da Penha, em João Pessoa. Sua importância cultural e religiosa fez com que fosse oficialmente incluída no calendário de eventos do estado, sendo acompanhada por autoridades civis e eclesiásticas. A romaria movimenta não apenas a cidade de Santa Rita, mas também municípios vizinhos, atraindo romeiros de diversas regiões do país.